# Kimber Lee
Kimberly Ann Green z domu Frankele (ur. 27 czerwca 1990 w Seattle) – amerykańska wrestlerka, występująca pod pseudonimem Kimber Lee. Od 2020 związana jest z federacją Impact Wrestling, zaś w latach 2016–2018 walczyła w WWE jako Abbey Laith. Karierę zawodniczą rozpoczęła w 2011. Walczy w licznych federacjach sceny niezależnej. W drużynie z Cherry Bomb, znanej jako The Kimber Bombs, posiadały jednocześnie Shine Tag Team Championship i Shimmer Tag Team Championship, natomiast wspólnie z Annie Social zdobyły dwukrotnie WSU Tag Team Championship. Rywalizując jako Princess KimberLee posiadała Chikara Grand Championship.

## Młodość
Od dzieciństwa trenowała taniec, kończąc ostatecznie University of the Arts w Filadelfii z tytułem Bachelor of Fine Arts. Wrestlingiem zainteresowała się jako nastolatka. Za swoją idolkę uznała Chynę.

## Mistrzostwa i osiągnięcia
- AAW: Professional Wrestling Redefined
  - AAW Women’s Championship (1x)[6]
- Beyond Wrestling
  - Tournament for Today Women (2016)[7]
- Chikara
  - Chikara Campeonatos de Parejas (1x) – z The Whisper[6]
  - Chikara Grand Championship (1x)[6]
  - Challenge of the Immortals (2015) – z El Hijo del Ice Cream, Ice Cream Jr. i Jervisem Cottonbellym[7]
  - King of Trios (2019) – z Ophidianem i Lance’em Steelem[7]
  - La Lotería Letal (2018) – z The Whisper[7]
- Dynamite Championship Wrestling
  - DCW Women’s Championship (1x)[6]
- Jersey All Pro Wrestling
  - JAPW Women’s Championship (1x)[6]
- Legacy Wrestling
  - Legacy Wrestling Women’s Championship (1x)[6]
- Maryland Championship Wrestling
  - MCW Women’s Championship (1x)[6]
- Pro Wrestling Illustrated
  - PWI umieściło ją na 15. miejscu rankingu wrestlerek PWI Top 100 w 2020[8]
- Shimmer Women Athletes
  - Shimmer Championship (1x)[6]
  - Shimmer Tag Team Championship (1x) – Cherry Bomb[6]
- Shine Wrestling
  - Shine Tag Team Championship (1x) – z Cherry Bomb[6]
- Women Superstars Uncensored
  - WSU Tag Team Championship (2x) – z Annie Social[6]